# Atractantha
Atractantha McClure é um género botânico pertencente à família Poaceae, subfamília Bambusoideae, tribo Bambuseae.
As espécies deste gênero ocorrem na América do Sul, com duas espécies no Brasil.

## Espécies
- Atractantha amazonica E.J.Judziewicz & L.G.Clark
- Atractantha aureolanata  E.J.Judziewicz
- Atractantha aureolanta Judz.
- Atractantha cardinalis E.J.Judziewicz
- Atractantha falcata McClure
- Atractantha radiata McClure